# Emil Scheel

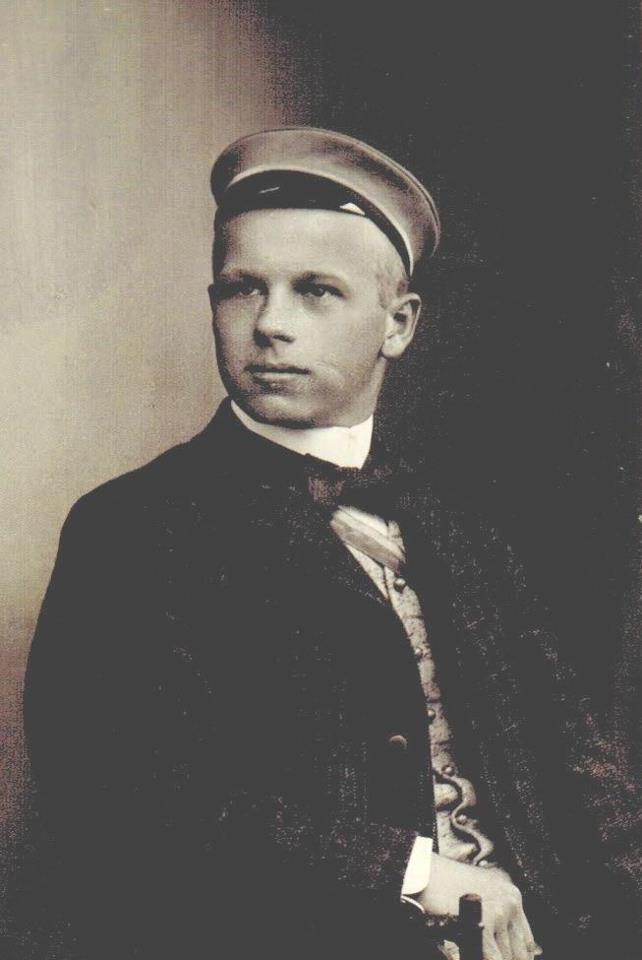
Scheel als Student

Emil Scheel (* 30. Januar 1886 in Puttgarden auf Fehmarn; † 30. August 1968 in Alt-Mühlendorf bei Nortorf) war ein deutscher Jurist. 

## Leben
Scheel legte 1905 am Gymnasium in Eutin das Abitur ab. Zum Studium der Rechtswissenschaften bezog er die Universitäten Tübingen, Berlin und Kiel. In Tübingen wurde er Mitglied der Studentenverbindung Landsmannschaft Schottland. 1914 legte er das Zweite Juristische Examen in Berlin ab. Als Kriegsfreiwilliger nahm er von September 1914 bis April 1916 am Ersten Weltkrieg teil. Im November 1916 wurde Scheel zum Gerichtsassessor in Schleswig bestellt. Ab 1922 war er, als später Nachfolger von Theodor Storm, zunächst als Amtsrichter und später als Oberamtsrichter am Amtsgericht Husum tätig. Von Juni bis Dezember 1945 war Emil Scheel Bürgermeister der Stadt Husum. 1951 wurde er in den Ruhestand versetzt und bezog seinen Altersruhesitz in Alt-Mühlendorf.